# Thatcher-Halbinsel
Die Thatcher-Halbinsel ist eine gebirgige Halbinsel im Nordteil von Zentral-Südgeorgien, die im Norden mit der Landspitze Mai Point endet. Die Halbinsel trennt die Cumberland West Bay im Westen von der Cumberland East Bay und dem Moraine Fjord im Osten. Im Südwesten und im Süden wird sie durch den Lyell-Gletscher und den Hamberg-Gletscher begrenzt. King Edward Cove an der Ostseite der Halbinsel ist der Ort der Station des British Antarctic Survey; etwa 800 Meter entfernt liegt die ehemalige Walfangstation Grytviken.
Die Halbinsel wurde 1991 vom UK Antarctic Place-Names Committee nach einem Vorschlag der Mitglieder der Royal Geographical Society nach Margaret Thatcher (1925–2013) benannt, die von 1979 bis 1990 britische Premierministerin war.